# تيرانوصورويدات
التيرانوصورويدات (بالإنجليزية: Tyrannosauroidea)‏ (وتعني أشكال زواحفٍ طاغيةٍ) هي عائلة كبيرة (أو فرع حيوي) من ديناصورات الثيروبودوات جوفاء الذيل والتي تشتمل على عائلة التيرانوصوريات وكذلك الأقارب القاعدية. عاشت التيرانوصورويدات في القارة العظمى لوراسيا في بداية العصر الجوراسي. مع نهاية العصر الطباشيري كانت التيرانوصورويدات هي المفترسات الضخمة السائدة في نصف الأرض الشمالي، وبلغت أوجها في التيرانوصور العملاق. تمت استعادة مستحاثات للتيرانوصورويدات في ما يعرف الآن بقارات أمريكا الشمالية، أوروبا، آسيا، أمريكا الجنوبية وأستراليا.
كانت التيرانوصورويدات آكلات لحوم من ثنائيات الحركة، كما هو الحال لدى معظم الثيروبودوات وتميزت بالعديد من السمات الهيكلية خاصة في الجمجمة والحوض. في بداية تواجدهم كانت التيرانوصورويدات مفترسات صغيرة الحجم لديها أذرع أمامية طويلة ذات ثلاث أصابع. مع حلول العصر الطباشيري المتأخر أصبحت أكبر حجما واشتملت على بعض أضخم المفترسات الأرضية على الإطلاق، لكن معظم أفرادها أصبحت لديه أطراف أمامية تحوي أصبعين فقط. تم التعرف على وجود ريش في مستحاثات جنسين من هذه العائلة الكبيرة وقد يكون تواجد في التيرانوصورويدات الأخرى كذلك. نتوءات عظمية مسطحة مختلفة الأشكال وال أحجام في جماجم التيرانوصورويدات قد تكون لعبت وظائف عرض.